# Kore (producteur)
Kore ou parfois DJ Kore, né Djamel Fezari, est un DJ, producteur, compositeur et entrepreneur français d'origine algérienne, né à Paris. Il débute en tant que DJ à l'arrivée du hip-hop en France dans la fin des années 1990. Il se fait connaître dans l'industrie du rap en produisant TDSI de Rohff. Il collabore avec Booba sur ses deux albums. Il travaille par la suite alors avec des artistes tels que Kery James, Mac Tyer, la Sexion d'assaut.
Il fusionne le Raï et le RnB avec le projet Raï'n'B Fever dans les années 2000. Quatre volumes verront alors le jour.
Influencé par la culture Hip-hop américaine, il s'exporte en 2010 aux États-Unis en plaçant sur le label Mayback Music de Rick Ross. Il produira pour des artistes tels que French Montana ou Kid Cudi, et dans un style plus populaire avec Will I Am ou Kelly Rowland.
Il accompagne le rappeur SCH sur le lancement de sa carrière avec le projet A7. Il produit également sur son premier album doublement disque de platine. Il accompagne également le lancement de carrière de Lacrim avec son album et ses mixtapes. Il collabore alors avec Alonzo, Niska, Rim'K, Kool Shen, Seth Gueko, Lefa, Mister You, Sadek, L'Algérino, Dosseh, Gradur, etc.
En parallèle, il arrive sur la scène électronique en produisant les albums de Brodinski ou Club Cheval. De par son ouverture sur l'industrie, il est aussi amené à travailler dans l'industrie du cinéma sur les Bandes originales de films. 
Il est avec son label AWA(Arab With Attitude), un des acteurs majeurs de la scène urbaine française et en produisant des artistes comme Luv Resval, Diddi Trix, Nahir ou encore Zola.

## Biographie

### Ses débuts
Né en Seine-Saint-Denis de parents algériens, il grandit entre Montreuil et Bondy et passe une partie de sa jeunesse dans le Val-d'Oise.
Il apprend tout de l'univers de la musique dès son plus jeune âge auprès de son oncle membre du collectif Zoulou Nation. Il fait ses débuts dans la culture rap underground en tant que DJ à la fin des années 1990. Très vite, il travaille avec les pionniers du rap français comme NTM ou le groupe Lunatic.
En 1997, il s'associe avec Skalpovich et produit des artistes tels que Costello ou K-reen et de nombreuses mixtapes. Deux ans plus tard, ils signent chez Sony Music en 2001.

### Le Rap français
Dans les années 2000, Kore est amené à travailler avec divers artistes tels que : Rohff, Leslie, Scred Connexion, Don Choa ou Eloquence. Il connaît ses premiers succès grâce aux deux singles de Rohff TDSI et 5,9,1 vendus tous deux à plus de 500 000 exemplaires de Rohff. Il collabore avec Booba sur ses deux albums Panthéon» et Ouest Side. Il travaille par la suite alors avec des artistes tels que Kery James, Mac Tyer, la Sexion d'assaut.
À la suite de son départ pour les États-Unis, il est sollicité par Def Jam Recordings en 2014 pour développer de nouveaux artistes. Il produit dès l'année suivante le premier album Corleone de Lacrim. Il intègre à cette collaboration des artistes américains comme Lil Durk ou bien French Montana avec qui ils sortiront le morceau AWA. Il produit par la suite, aux côtés de Lacrim, les mixtapes R.I.P.R.O. Volume I et R.I.P.R.O. Volume II toutes deux certifiés platine.
En 2015, il réalise la première mixtape de SCH, A7 et les titres Gomorra et Champs-Élysées. Il produit également sur son premier album doublement disque de platine Anarchie en 2016 avec notamment Je la connais, Anarchie et 6.45i, certifiés singles de platine.
Il produit également La Vida Loca de Ghetto Phénomène et collabore sur les albums de Kool Shen, Niska, Alonzo, Rim'K.
C'est au cours de l'année 2018, qu'il s'intéresse au rappeur Zola avec qui il développera une relation artistique privilégiée. Ensemble, ils produiront deux singles, Bernard Tapis et Scarface, puis son premier album Cicatrices en 2019 qui est sacré double disque de platine avec le titre Papers certifié disque de diamant, et enfin son 2ème album Survie en 2020 qui est lui aussi certifié double disque de platine. Pour le troisième album de l'artiste Diamant du Bled, sorti en mars 2023, il collabore sur quatre morceaux : Amber, Envie7Vie, Toute la journée feat. Tiakola et Côté hublot.

### Le RnB et la Pop Urbaine
Dans les années 2000, Kore produit pour des artistes comme Corneille, Willy Denzey ou encore M. Pokora. Il produit le premier album Au-delà des rêves de Amine et Mes couleurs de Leslie, qui permettront son identification et début d'ascension dans l'industrie musicale. Il accompagnera d'ailleurs ces deux artistes tout au long de leur carrière.
En 2015, il travaille sur les albums de Kendji Girac et Marina Kaye. Il produit en 2017 l'album Rio de Christophe Willem.

### Raï'n'B Fever
En 2004, Kore se rapproche de ses racines algériennes et avec Skalpovich, ils entreprennent la même année un nouveau mélange de genre avec le Raï et le RnB[source secondaire nécessaire]. Ils sortent alors le premier volume de Raï'n'B Fever qui sera certifié disque d'or grâce à des singles comme Un Gaou à Oran de 113, Magic System et Mohamed Lamine ou encore Sobri de Leslie et Amine.
En 2006 avec son frère Dj Bellek, ils sortent alors un second volet de Raï'n'B Fever. Sur ce volume apparaîtront des artistes internationaux comme Kelly Rowland ou encore Amerie.
L'année suivante, en 2007, un concert Raï'n'B Fever est organisé à Bercy devant 12 000 spectateurs où participe la majorité des artistes des 3 albums. Les bénéfices de cet événement sont reversés à l'association Comité des familles, structure qui accompagne les familles de banlieue parisienne touchées par des maladies comme le Sida.
Seul cette fois, il sort Raï'n'B Fever 3 en 2008 en intégrant des sonorités de salsa et de musique électronique. Ce volume entrera directement à la deuxième place du Top Albums.
Toujours dans cet objectif de démocratisation de la musique Raï[source secondaire nécessaire], il ajoutera en 2011 à la saga Raï'n'B Fever un quatrième volume.

### Carrière aux États-Unis
Inspiré depuis toujours par la culture américaine, il partira en 2010 pour les États-Unis. Il s'installe à Miami où il rencontre et crée des liens[réf. nécessaire] avec des rappeurs américains comme Rick Ross, French Montana ou encore Will I Am. Introduit au cœur du mouvement trap, il apprend à maîtriser l'autotune et topline certains morceaux[réf. nécessaire]. Il placera alors des compositions pour Mayback Music et produira également pour Wale, Kid Cudi ou encore Shaggy[source secondaire souhaitée].

### Électro
Il commence dès 2014 à travailler la musique électronique en composant sur les albums de Brodinski comme Brava ou Discipline de Club Cheval.
En 2021 il participe à l'album Born a Loser de Myd et produit le morceau The Sun.

### Bandes originales de films
Bien décidé à mettre la culture urbaine au-devant de la scène, le duo Kore et Skalpovich décide de rassembler la scène Rap et RnB pour produire la Bande originale du film de Luc Besson Taxi 3 et Taxi 5, Cliente, Pattaya de Franck Gastambide. À la suite de cela, il réunit plusieurs artistes en 2021 comme Ninho, Lacrim, Sadek, Vald, PLK (ect…) pour composer la Bande originale du film Netflix En passant pécho. Il est aussi sollicité sur les films Pourquoi j'ai pas mangé mon père et La Marche.

### Entrepreneuriat
En 2003, il ouvre sa première société d'édition et de production phonographique : le label Artop Records[source secondaire souhaitée].
L'année 2018 sera marquée par sa signature chez Sony Music aux États-Unis et la création de son label AWA[source secondaire souhaitée] avec lequel il signe les artistes Zola, Luv Resval, Diddi Trix, Nahir...

### Vie privée
Il est marié avec la chanteuse Leslie et père de deux enfants,.

## Discographie

### Singles certifiés
| Année | Artiste(s)       | Morceau                                             | Certification |
| ----- | ---------------- | --------------------------------------------------- | ------------- |
| 2001  | Rohff            | 5 9 1                                               | Or ·          |
| 2004  | 113              | Un Gaou à Oran (feat Magic System & Mohamed Lamine) | Diamant ·     |
| 2004  | Willy Denzey     | L'orphelin                                          | Or ·          |
| 2004  | M.Pokora         | Pas sans toi                                        | Or ·          |
| 2004  | M.Pokora         | Elle me contrôle (feat Sweety)                      | Or ·          |
| 2004  | M.Pokora         | Show Biz                                            | Or ·          |
| 2005  | Magic System     | Bouger Bouger (feat Mokobé)                         | Platine ·     |
| 2005  | Amine            | J'voulais                                           | Diamant ·     |
| 2005  | Amine            | My girl                                             | Or ·          |
| 2005  | Magic System     | C Cho Ca Brûle                                      | Or ·          |
| 2014  | Lacrim           | Barbade                                             | Or ·          |
| 2015  | Lacrim           | A.W.A                                               | Diamant ·     |
| 2015  | Amine            | Tu verras                                           | Or ·          |
| 2015  | Amine            | Senorita                                            | Or ·          |
| 2015  | SCH              | Champs-Elysées                                      | Diamant ·     |
| 2015  | SCH              | Gomorra                                             | Or ·          |
| 2016  | Alonzo           | On met les voiles                                   | Or ·          |
| 2016  | Alonzo           | Regarde-moi                                         | Or ·          |
| 2016  | SCH              | Je la connais                                       | Diamant ·     |
| 2016  | SCH              | Anarchie                                            | Platine ·     |
| 2016  | SCH              | Allo maman                                          | Diamant ·     |
| 2016  | SCH              | Dix-neuf                                            | Or ·          |
| 2016  | SCH              | Cartine Cartier (feat Sfera Ebbasta)                | Or ·          |
| 2017  | Ghetto Phénomène | Maria Maria (feat Jul)                              | Platine ·     |
| 2017  | Sadek            | Madre Mia (feat Ninho)                              | Diamant ·     |
| 2017  | Sadek            | En leuleu (feat Niska)                              | Or ·          |
| 2017  | SCH              | 6 45i                                               | Platine ·     |
| 2017  | SCH              | Comme si                                            | Platine ·     |
| 2018  | L'Algérino       | Va Bene                                             | Diamant ·     |
| 2018  | Ninho            | Boite Auto                                          | Or ·          |
| 2018  | Alonzo           | Santana                                             | Diamant ·     |
| 2018  | Zola             | California Girl                                     | Platine ·     |
| 2019  | 13block          | Petit coeur                                         | Or ·          |
| 2019  | Kekra            | Vréalité (feat Niska)                               | Or ·          |
| 2019  | Djadja et Dinaz  | Carré d'As                                          | Or ·          |
| 2019  | Zola             | Extasy                                              | Platine ·     |
| 2019  | Zola             | Ouais Ouais                                         | Diamant ·     |
| 2019  | Zola             | 7 65                                                | Or ·          |
| 2019  | Zola             | Astroboy                                            | Platine ·     |
| 2019  | Zola             | Mojo                                                | Or ·          |
| 2019  | Zola             | Baby Boy                                            | Or ·          |
| 2019  | Zola             | Fuckboi                                             | Platine ·     |
| 2019  | Zola             | L1 L2                                               | Diamant ·     |
| 2019  | Zola             | Zolabeille                                          | Or ·          |
| 2019  | Zola             | Papers (feat Ninho)                                 | Diamant ·     |
| 2020  | Zola             | Bro Bro                                             | Platine ·     |
| 2020  | 13 Block         | Petit coeur                                         | Platine ·     |
| 2020  | Zola             | Sanchez                                             | Or ·          |
| 2020  | Zola             | Bad Bi                                              | Platine ·     |
| 2020  | Zola             | Wow                                                 | Diamant ·     |
| 2020  | Zola             | Madame                                              | Diamant ·     |
| 2020  | Zola             | Papillon                                            | Platine ·     |
| 2020  | Zola             | Vista                                               | Or ·          |
| 2020  | Zola             | Ma jolie (feat Leto)                                | Or ·          |
| 2020  | Zola             | 9 1 1 3 (feat SCH)                                  | Diamant ·     |
| 2020  | Lacrim           | Allez nique ta mère (feat Soso Maness)              | Or ·          |
| 2021  | Kore & Werenoi   | Tucibi - En Passant Pécho BO                        | Or ·          |
| 2021  | Kore & Lacrim    | Mango - En Passant Pécho BO                         | Platine ·     |
| 2021  | Kore & Ninho     | Mon Poto - En Passant Pécho BO                      | Diamant ·     |
| 2021  | Myd              | The Sun                                             | Diamant ·     |
| 2022  | Zola             | Amber                                               | Diamant ·     |
| 2023  | Zola             | Toute la journée (feat Tiakola)                     | Diamant ·     |
| 2023  | Zola             | Envie7Vie                                           | Platine ·     |
| 2024  | Zola & Koba LaD  | Temps en Temps                                      | Diamant ·     |
| 2024  | Kore & Hamza     | Lalla                                               | Or ·          |

### Albums certifiés
| Année | Artiste(s)      | Album                      | Certification |
| ----- | --------------- | -------------------------- | ------------- |
| 2004  | Raï'n'B Fever   | Volume 1                   | Or ·          |
| 2004  | Leslie          | Mes couleurs               | 2 × Or ·      |
| 2005  | Amine           | Au-delà des rêves          | Or ·          |
| 2006  | Raï'n'B Fever   | Volume 2                   | Or ·          |
| 2009  | Raï'n'B Fever   | Volume 3                   | Or ·          |
| 2014  | Lacrim          | Corleone                   | 2 × Platine · |
| 2015  | Lacrim          | R.I.P.R.O. Volume I        | Platine ·     |
| 2015  | Lacrim          | R.I.P.R.O. Volume II       | Platine ·     |
| 2015  | SCH             | A7                         | Diamant ·     |
| 2016  | SCH             | Anarchie                   | 2 × Platine · |
| 2017  | Marina Kaye     | Explicit                   | Or ·          |
| 2018  | Bande Originale | Taxi 5                     | Or ·          |
| 2019  | Zola            | Cicatrices                 | 3 × Platine · |
| 2020  | Zola            | Survie                     | 2 × Platine · |
| 2021  | Luv Resval      | Étoile Noire : Brise-Monde | Platine ·     |
| 2021  | Bande Originale | En passant pécho           | Platine ·     |

### Bandes Originales de Films
- Taxi 3 (2003)
- Cliente (2008)
- La Marche (Single Marche) (2013)
- Pourquoi j'ai pas mangé mon père (Single Get Up Et Fais Ton Truc) (2015)
- Pattaya (2016)
- Taxi 5 (2018)  Or
- En passant pécho (2021)  Or